# MHP (会社)
MHP（エムエイチピー）は「ミロニフシク食品」（ウクライナ語: Миронівський хлібопродукт、英語: Myronivsky HliboProdukt）という社名のローマ字略号で知られているウクライナ最大の食品・農産物生産・販売会社で、本拠はウクライナのキーウ州ミロニフカ（Myronivka）にある。
同社は特に鶏肉の扱いで知られている。アニマルウェルフェア（家畜福祉）についてはEUの動物福祉規制に準ずるとしている。その他に穀物、ソーセージなど広く食品を扱っている。有名なブランドの中には、チェルカースィ州チェルカースィ・ラヨンのステパンティ村にあるミロニフカ養鶏場で生産されている鶏肉「「ナーシャ・リャーバ」（Nasha Ryaba＝我々のチャボの意味で、東スラヴ人のおとぎ話に出てくる）がある。オランダ、スロベニア、スロバキアにも生産拠点があり、アラブ首長国連邦にも流通事務所を置いている。
MHPは1998年にユリー・コシュークによって設立され、彼がCEOを務めている。コシュークはウクライナの政商「オリガルヒ」として知られている。
2017年のMHPの純利益は2億3000万ドルで、2016年の3.3倍であった。
同社の株式は、英国ロンドン証券取引所（MHPCとして）、米国NASDAQ（MHPSY）に上場されている。
2022年ロシアのウクライナ侵攻はMHPにも影響を与えており、2022年3月には同社キーウ郊外のウクライナ最大の冷凍食品倉庫が爆撃・破壊され、多量の冷凍鶏肉を失う被害を受けている。

## 参照項目
- ウクライナの農業
- ウクライナのオリガルヒ